# نقد فیلم
نقدِ فیلم  یکی از فعالیت های مشترک میان روزنامه‌نگاران و کارشناسان حوزه سینما است که مبتنی بر تحلیل و بررسی همه‌جانبه یک اثر سینمایی یا تلویزیونی است. نقد فیلم عمدتا بر دو نوع است: نقد در فضای روزنامه نگاری که توسط روزنامه‌نگاران در رسانه های چاپی یا الکترونیکی تولید و انجام می‌شود و نقد آکادمیک که از طرف محققان و پژوهندگان فیلم و سینما که از اصول نظری نقد فیلم آگاه‌اند، انجام می‌شود. منتقد فیلمی که به عنوان یک متخصص سینما، بررسی و نقد بر روی فیلم‌ها انجام می‌دهد، به دلیل داشتن دانش و تجربه در زمینه سینما و افزایش آگاهی از اصول و فنون سینمایی، می‌تواند به طور جامع و دقیقی ارزیابی کند که چگونه فیلمی برای مخاطبان مناسب است و چه مشکلاتی در فیلم وجود دارد. منتقد فیلم به طور کلی یک کارشناس فیلم و سینما است که می‌تواند به دلیل داشتن اطلاعات خاص در زمینه فیلم، به شکلی خلاصه و بیانگرانه، فیلم‌ها را ارزیابی کند.
روزنامه‌نگارانی که محتوای نقد فیلم تولید می‌کنند، به عنوان روزنامه‌نگاران حوزه فیلم و سینما، به طور کلی دانش و تخصصی به اندازه کارشناسان سینما در زمینه فیلم ندارند. آن‌ها از دیدگاه مخاطبان عمومی، فیلم‌ها را بررسی می‌کنند و نظرات خود را در مورد فیلم‌ها بیان می‌کنند. آن‌ها به طور کلی تلاش می‌کنند تا از دید مخاطبان، فیلم‌ها را ارزیابی کنند و توجه خوانندگان را به فیلم‌های جدید را جلب کنند.
بنابراین، تفاوت اصلی بین  منتقد تخصصی فیلم و روزنامه‌نگار منتقد فیلم، در دانش و تخصصی است که منتقد فیلم در زمینه سینما دارد، در حالی که روزنامه‌نگاران بیشتر به دیدگاه های عمومی و مخاطب محور فکر می‌کنند.
معروف‌ترین نشریه سینمایی دنیا که منتقدان زیادی را تربیت کرده است و بر نسل‌های بعد از خود تاثیر گذاشته است، نشریه فرانسوی کایه دو سینما است.

## اقسام
نقد فیلم: بررسی میزان سازگاری میان فرم و محتوای کلامی فیلم و بررسی میزان سازگاری میان فرم‌های فیلم
تفسیر فیلم: بررسی محتوای غیر کلامی فرم فیلم به کمک دانش و قواعد سینمایی، اظهارات و سوابق کارگردان
تحلیل فیلم: بررسی فرم فیلم به کمک دانش و قواعد سینمایی

## در ایران
منتقدان صاحب‌نامی از ادوار مختلف در ایران نقد فیلم نوشته‌اند که از میان برجسته‌ترینِ آن‌ها می‌توان به پوریا پورعلی ، علی سیدآقایی ، اکبر عالمی، شمیم بهار، پرویز دوایی، ایرج کریمی، مسعود مهرابی، کامبیز کاهه، مسعود فراستی، محمدرضا تقوی فرد، امیر قادری، مجید اسلامی، سعید عقیقی و هوشنگ گلمکانی احمد طالبی نژاد اشاره کرد.